# Samoan
Le samoan (autonyme : Gagana faʻa Sāmoa ou Gagana Sāmoa, /ŋaˈŋana ˈsaːmoa/) est une langue polynésienne parlée aux Samoa (anciennes Samoa occidentales) et aux Samoa américaines. C'est une langue officielle dans les deux pays, avec l'anglais. Il est parlé dans d'autres territoires polynésiens, notamment les Tokelau (Nouvelle-Zélande). C'est la langue maternelle d’environ 415 720 personnes en 2015, dont environ 101 900 en Nouvelle-Zélande en 2018 et 38 600 aux Samoa américaines en 2024.

## Classification

Séparation du proto-polynésien. Le samoan appartient au groupe polynésien nucléaire, et au sous-groupe éllicéen avec le tokelau et le tuvaluan.

Le samoan est une langue polynésienne, dans la famille des langues austronésiennes. Elle est proche des autres langues polynésiennes (futunien, tuvaluan, tokelau en particulier) et plus lointainement apparentée au fidjien, et encore plus éloignée du malais, de l'indonésien, du malgache.
Le samoan est issu du proto-polynésien, langue commune aux îles de Futuna, Wallis, Samoa, Tonga, NIue, Niuafo'ou et Niuatoputapu. Vers 900, ce proto-polynésien s'est séparé en deux groupes distincts : le groupe tongique d'un côté, et le groupe polynésien nucléaire, dont le samoan fait partie. 
Une branche samoïque des langues polynésiennes a été proposée par Pawley et Green (1966), qui serait à l'origine du samoan, du wallisien, du futunien et des langues parlées dans les exclaves polynésiennes. Néanmoins, cette branche a été remise en question par Jeffrey Marck (1999). Pour lui, le samoan fait partie des langues élicéennes, avec le tuvaluan et le tokelau. Ces langues ont ensuite donné naissances aux langues de Polynésie orientale (maori, tahitien, hawaïen, etc.).

## Écriture

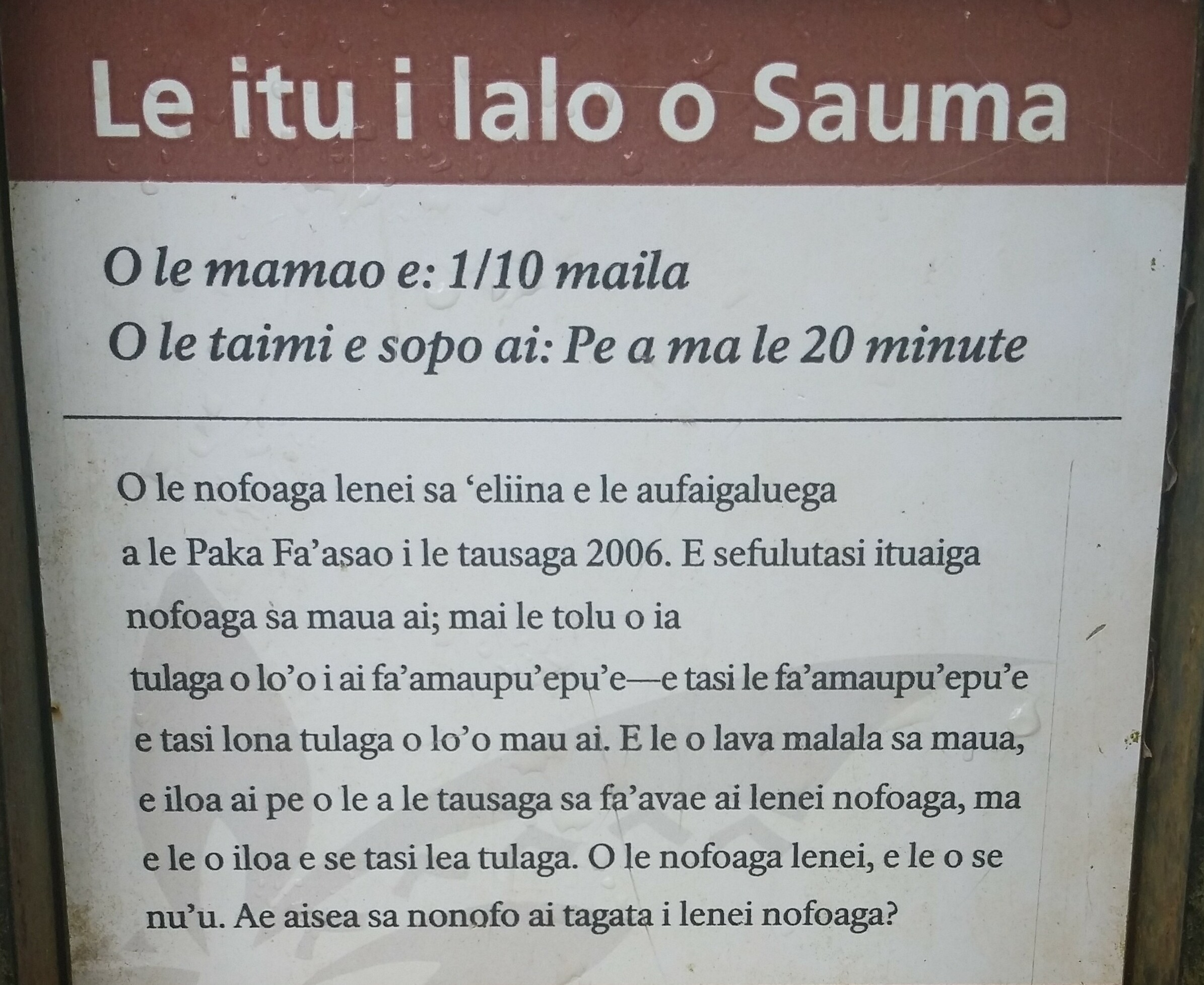
Texte en samoan dans le Parc national des Samoa américaines.

Le samoan s'écrit à l'aide d'une forme adaptée de l'alphabet latin. L'alphabet samoan se compose de quatorze lettres : cinq voyelles — a, e, i, o, u — et neuf consonnes — f, g, l, m, n, p, s, t, v. Elle possède en outre un signe dit okina qui ressemble à notre apostrophe et qui marque le coup de glotte. Les consonnes h, k, r sont utilisées dans les mots étrangers naturalisés.
| Aa, Āā    | Ee, Ēē    | Ii, Īī | Oo, Ōō    | Uu, Ūū    | Ff  | Gg  | Ll     | Mm  | Nn     | Pp  | Ss  | Tt     | Vv  | (Hh)  | (Kk)  | (Rr)  | ‘   |
| --------- | --------- | ------ | --------- | --------- | --- | --- | ------ | --- | ------ | --- | --- | ------ | --- | ----- | ----- | ----- | --- |
| /a/, /aː/ | /ɛ/, /eː/ | /iː/   | /o/, /ɔː/ | /ʊ/, /uː/ | /f/ | /ŋ/ | /l, ɾ/ | /m/ | /n, ŋ/ | /p/ | /s/ | /t, k/ | /v/ | (/h/) | (/k/) | (/ɾ/) | /ʔ/ |

L'ordre alphabétique est différent de celui de l'alphabet latin traditionnel : les voyelles sont avant les consonnes. La dernière lettre ‘ (à ne pas confondre avec une apostrophe), appelée koma liliu en samoan (ou ‘okina en hawaïen) (« séparateur ») sert à marquer un coup de glotte.
L'écriture emploie également le macron (fa'amamafa) sur les voyelles (ā, ē, ī, ō, ū), qui sert à marquer les voyelles longues.

## Prononciation

### Voyelles
Chaque voyelle peut être courte ou allongée ; l’allongement vocalique est noté dans la graphie recommandée par un macron appelé fa'amamafa : ā, ē, ī, ō, ū. Il est cependant courant de les trouver aussi notées par doublement de la voyelle dans nombre de textes dont le codage ne supporte pas la transcription du macron.
La longueur vocalique et la présence ou non d'une glottale permet de distinguer les mots entre eux :
ʻava - l'ava, espèce de poivrier ; ava - passage par un récif ; avā - épouse

### Consonnes
Les consonnes sont prononcées comme en français, à part le g (/ŋ/), qui a toujours un son nasal et se prononce comme ng (nasale vélaire) — à peu près le son de l'ng français, quand il est précédé d'un a ou d'un o, comme dans 'gangrène' — ; 'loga', dans iloga, se prononce comme longa dans longanimité.

## Grammaire

### Les pronoms
Le samoan ne distingue pas le genre. Il distingue entre nous inclusif et nous exclusif. Les pronoms personnels définis sont :
|         | Singulier                                               | Pluriel |
| ------- | ------------------------------------------------------- | --- |
| 1er     | ou, ita, ta, au - je ou moi                             | māua - nous deux, exclusivement, c'est-à-dire non comprise la personne à qui l'on parle; tāua - nous deux, inclusivement mātou - nous, exclusivement, c'est-à-dire non comprise la personne à qui l'on parle; tātou - nous, inclusivement |
| 2e pers | ʻo ʻoe, ʻoe - tu ou toi                                 | tou, ʻoutou - vous |
| 3e pers | ʻo ia, ia, ina, na (contracté de ina) - lui ou elle, le | latou - eux, elles |

### Article
Il y a deux articles : le défini et l'indéfini.

#### L'article défini
L'article défini est le (prononcé lē). Quand il est en début de phrase, il est précédé de o, mais on retranche cet o quand l'article se trouve au milieu ou à la fin de la phrase. Par exemple : O le ali'i ua alu i Apia. Le chef est allé à Apia.
- La déclinaison de l'article défini.

|                        | samoan      | français  |
| ---------------------- | ----------- | --------- |
| Nominatif ou Accusatif | ʻO le, e le | le, la    |
| Génitif                | ʻO le, a le | du, de la |
| Datif                  | I le...     | au, à la  |

#### L'article indéfini
L'article indéfini est se (un, une) ; sina (de, du, quelque), ni (des), nisi (quelques).
Par exemple; 
- Apportez-moi un couteau : Aumai se naifi ; Apportez-moi de la nourriture : Aumai sina ta mea e ʻai
- Apportez-moi des couteaux : Aumai ni naifi ; Y en a-t-il quelques-uns qui soient partis? : Pe ua o nisi?

Les noms des royaumes, de provinces, de fleuves, de rivières qui prennent l'article défini en français sont mis en samoan dans la classe des noms propres de personnes et en suivent la règle, c'est-à-dire, ils ne prennent pas d'article.
Par exemple : la France : ʻO Falani ; L'Allemagne : ʻO Siamani
- La déclinaison de l'article indéfini.

|                        | samoan      | français    |
| ---------------------- | ----------- | ----------- |
| Nominatif ou Accusatif | ʻO se, e se | un, une     |
| Génitif                | ʻO se, a se | d'un, d'une |
| Datif                  | I se...     | à un, à une |

### Nombre grammatical
On distingue en samoan, en plus du singulier et du pluriel, le duel. En samoan, un nom s'écrit au pluriel comme au singulier ;
- O le tagata nei : cet homme.
- O tagata nei : ces hommes.

On distingue le pluriel du singulier dans les noms par le retranchement de l'article le, qui précède toujours le singulier et qui ne se trouve jamais devant le pluriel.
- Ua leaga ala : Les chemins sont mauvais.
- Ua leaga le ala : Le chemin est mauvais.

### Syntaxe
Le samoan utilisent plusieurs ordres de mots selon le type de construction avec sujet-verbe-objet. Les ordres les plus communs utilisés sont SVO, VSO, VOS ou OVS.
- Par exemple :
  - Le garçon est allé au magasin (SVO).
- En samoan :
  - SVO : Le tama sa alu i le fale : Le tama (sujet) sa alu (verbe) fale (objet).
  - VSO : Sa alu le tama i le fale.
  - VOS : Sa alu i le fale le tama.
  - OVS : Le fale sa alu i ai le tama.

## Vocabulaire

### Influence des langues européennes
La présence allemande à Samoa a laissé peu de trace dans la langue samoane : seulement quelques mots allemands ont intégré la langue. À l'inverse, l'anglais a eu une influence extrêmement forte : depuis l'arrivée des missionnaires dans l'archipel en 1830, des centaines de mots anglais ont été empruntés.

### Phrases usuelles
| samoan                                                   | français                                              |  |
| -------------------------------------------------------- | ----------------------------------------------------- |  |
| Fa'afalani                                               | Français                                              |  |
| Gagana Samoa ou Fa'asamoa                                | Samoan                                                |  |
| ’Ioe                                                     | Oui                                                   |  |
| Leai                                                     | Non                                                   |  |
| Talofa                                                   | Bonjour ! / Salut !                                   |  |
| Tofā!                                                    | Au revoir !                                           |  |
| Manuia le aso!                                           | Bonne journée !                                       |  |
| Fa'amolemole                                             | S’il vous plaît.                                      |  |
| Fa'afetai                                                | Merci                                                 |  |
| ’O ai?                                                   | Qui ?                                                 |  |
| ’O le ā?                                                 | Quoi ?                                                |  |
| Ā fea?                                                   | Quand ?                                               |  |
| ’I fea?                                                  | Où ?                                                  |  |
| ’Ai se ā?                                                | Pourquoi ?                                            |  |
| ’O ai lou suafa? (formel) ou ’O ai lou igoa? (informel)  | Comment vous appelez-vous ? / Comment t’appelles-tu ? |  |
| E fia?                                                   | Combien ?                                             |  |
| ’Ou te lē malamalama.                                    | Je ne comprends pas.                                  |  |
| ’Ioe, 'ou te malamalama.                                 | Oui, je comprends.                                    |  |
| ’Ia lelei!                                               | D’accord!                                             |  |
| Fa'amolemole, e mafai na 'e fesoasoani mai 'ia te a'u?   | Pouvez-vous m’aider s’il vous plaît ?                 |  |
| ’O fea o iai le faleuila?                                | Où sont les toilettes ?                               |  |
| E te iloa gagu fa'apalagi?                               | Parlez-vous anglais ?                                 |  |
| ’Ou te lē iloa tautala fa'asamoa.                        | Je ne parle pas samoan.                               |  |
| ’Ou te lē iloa.                                          | Je ne sais pas.                                       |  |
| ’Ou te iloa.                                             | Je sais.                                              |  |
| Fia inu.                                                 | J’ai soif.                                            |  |
| Fia 'ai.                                                 | J’ai faim.                                            |  |
| ’O a mai 'oe?                                            | Comment allez-vous? / Ça va?                          |  |
| Manuia, fa'afetai (littéralement - Je vais bien, merci.) | Je vais (très) bien. / Ça va (très) bien.             |  |

### Exemples
| Mot        | Traduction       | Prononciation standard |
| ---------- | ---------------- | ---------------------- |
| terre      | fanua            |                        |
| ciel       | lagi             |                        |
| eau        | vai              |                        |
| feu        | afi              |                        |
| homme      | tāne             |                        |
| femme      | fafine           |                        |
| manger     | ai               |                        |
| boire      | inu              |                        |
| grand      | telē             |                        |
| petit      | la'itiiti        |                        |
| nuit       | po               |                        |
| jour       | aso              |                        |
| maison     | fale             |                        |
| télévision | tivī ou televise |                        |

### Nombres cardinaux
| Valeur    | Traduction                | Nom              |
| --------- | ------------------------- | ---------------- |
| 1         | tasi                      | un               |
| 2         | lua                       | deux             |
| 3         | tolu                      | trois            |
| 4         | fa                        | quatre           |
| 5         | lima                      | cinq             |
| 6         | ono                       | six              |
| 7         | fitu                      | sept             |
| 8         | valu                      | huit             |
| 9         | iva                       | neuf             |
| 10        | sefulu                    | dix              |
| 11        | sefulu ma le tasi         | onze             |
| 12        | sefulu ma le lua          | douze            |
| 20        | luafulu ou lua sefulu     | vingt            |
| 30        | tolugafulu ou tolu sefulu | trente           |
| 40        | fagafulu ou fa sefulu     | quarante         |
| 50        | limagafulu ou lima sefulu | cinquante        |
| 60        | onogafulu ou ono sefulu   | soixante         |
| 70        | fitugafulu ou fitu sefulu | soixante-dix     |
| 80        | valugafulu ou valu sefulu | quatre-vingts    |
| 90        | ivagafulu ou iva sefulu   | quatre-vingt-dix |
| 100       | selau                     | cent             |
| 1000      | afe                       | mille            |
| 10,000    | mano ou sefulu afe        | dix-mille        |
| 1.000.000 | miliona                   | un million       |